# IC 1894
IC 1894 ist eine linsenförmige Galaxie vom Hubble-Typ S0 im Sternbild Widder am Südsternhimmel. Sie ist schätzungsweise 470 Millionen Lichtjahre von der Milchstraße entfernt und hat einen Durchmesser von etwa 70.000 Lj.

Im selben Himmelsareal befinden sich u. a. die Galaxien IC 1890, IC 1891, IC 1893.
Das Objekt wurde am 18. Januar 1898 vom französischen Astronomen Stéphane Javelle entdeckt.